# Expedición de van Olmen
La expedición de van Olmen fue un viaje de descubrimiento autorizado en 1486 por el rey Juan II de Portugal y liderado por Ferdinand van Olmen. El plan de van Olmen consistía en partir con dos carabelas desde Terceira, una de las islas Azores, hacia occidente para explorar y conquistar la "isla de las Siete Ciudades". No se sabe si la expedición alcanzó su objetivo ni si logró regresar a tierras portuguesas.

## Antecedentes
Desde principios del siglo XV, desde Portugal se lanzaron numerosas expediciones navales de exploración y comercio por el océano Atlántico. Hacia 1425 los portugueses empezaron a colonizar las islas Madeira y en 1439 las islas Azores, que estaban deshabitadas. Desde los años 1460 el rey Alfonso V de Portugal autorizó varios viajes de exploración hacia el oeste de los archipiélagos de Canarias, Madeira y Azores. En la capitulación de uno de estos viajes, en 1475, el rey le concedió al explorador Fernão Telles la posesión de la isla de las Siete Ciudades, si la descubriere y que no hubiese sido visitada antes por otros portugueses. Esta isla aparece en numerosos mapas del siglo XV con el nombre de Antilla o Antillia.
Hacia 1485 Cristóbal Colón le planteó al rey Juan II de Portugal, sucesor de Alfonso V, su proyecto de navegar hacia occidente por el Atlántico pero el rey lo rechazó, quizás porque Colón carecía de fondos propios y pretendía que fuese la Corona la que financiase la expedición. 
Por aquellas fechas se encontraba también en la corte Ferdinand van Olmen, llamado en portugués Fernão d'Ulmo o Fernam Dulmo, que era caballero de la casa real portuguesa y capitán en (no de) Terceira, una de las islas Azores. Van Olmen era de origen flamenco, como muchos otros colonos instalados en las Azores.

## Objetivo

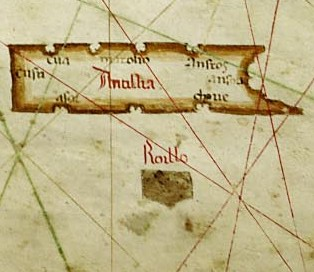
Fragmento de un mapa de 1489 que muestra en el Atlántico una isla con siete ciudades denominada Antilha.

Ferdinand van Olmen consiguió del rey Juan II el 3 de marzo de 1486 autorización para ir a descubrir la isla de las Siete Ciudades.  No estaba claro si se trataba de una sola isla grande, de un archipiélago o incluso de un continente ("terra firme"). El cronista español del siglo XVI Bartolomé de las Casas, al relatar varias expediciones transatlánticas anteriores a 1492 mencionó a un Hernán de Olmos, que muy probablemente fuera van Olmen, y dijo de él que había dirigido una exploración hacia el oeste de Irlanda.

## Preparativos
Van Olmen se ofreció a financiar íntegramente la expedición. A cambio el rey le concedió, en su capitulación, el señorío hereditario sobre todas las tierras que descubriere, pobladas o no, incluyendo la jurisdicción criminal y todos los derechos económicos. Van Olmen sería vasallo de la Corona portuguesa, a la que tendría que entregar el diezmo de lo que produjeran las tierras conquistadas. Además, si hiciera falta que la Corona enviase tropas para sojuzgar a los indígenas, serían puestas bajo el mando de van Olmen.
Como van Olmen no disponía de fondos por sí mismo, se asoció con Joham Afomso do Estreito, un hacendado de la isla de Madeira, con el que acordó repartirse a medias las tierras conquistadas y los beneficios. El contrato entre ambos fue firmado el 12 de julio de 1486 y confirmado por el rey Juan el 24 de julio. Estreito aportó inmediatamente 6.000 reales blancos.
Van Olmen y Estreito acordaron armar dos carabelas y equiparlas con provisiones para seis meses. El responsable de seleccionar los barcos y pagar a las tripulaciones sería van Olmen mientras que Estreito pagaría el alquiler de las naves. El 1 de marzo de 1487 era el plazo límite fijado en el contrato para tener listos los barcos en Terceira, desde donde partirían. Tenían previsto tocar tierra tras solo 40 días de navegación, ya que al cabo de ese tiempo el mando supremo pasaría de van Olmen a Estreito y este último sería libre de dirigir la expedición hacia otras tierras o de poner rumbo de vuelta a casa. El historiador Charles Verlinden ha resaltado que este tiempo de 40 días es casi el mismo que tardaría después el primer viaje de Colón en llegar desde Canarias hasta las Bahamas, lo cual sugiere que los portugueses tenían ya por 1486 una idea bastante exacta de la anchura del océano Atlántico.
Los capitanes de cada una de las carabelas fueron los propios van Olmen y Estreito. No se conoce el nombre de ningún otro tripulante o pasajero, si bien los documentos mencionan "un caballero alemán" que el historiador Faustino da Fonseca identificó con Martin Behaim.El globo de Behaim, realizado hacia 1492, menciona la isla de las Siete Ciudades en una de sus leyendas.

## Desarrollo
No se sabe qué ocurrió finalmente con esta expedición. Charles Verlinden afirmó que debieron emprender el viaje antes del 1 de marzo de 1487, como estaba previsto, y que fracasaron; quizás por haber partido en invierno, que no era la estación del año idónea para navegar, o por haberse dirigido demasiado al noroeste. Según Verlinden, Van Olmen no regresó a las Azores.
Sin embargo otro autor, Damiao Peres, afirma que en junio de 1487 Ferdinand van Olmen se encontraba en Terceira, sin que se sepa si era porque ya había regresado o porque no había partido aún.

## Consecuencias
El mismo año de 1487, el rey Juan II de Portugal envió dos expediciones cruciales a explorar la ruta a la India por el sur de África. Por el Atlántico partió una escuadra al mando de Bartolomeu Dias, que alcanzaría con éxito el cabo de Buena Esperanza y regresaría en 1488. Simultáneamente Pêro da Covilhã y Afonso de Paiva marcharon de incógnito por el Mediterráneo y Egipto hacia las costas del océano Índico, desde donde al cabo de varios años pudieron enviar información geográfica detallada. Estos éxitos le abrieron a Portugal la ruta marítima a la India por el Índico mientras que la aparente falta de resultados de la expedición de van Olmen probablemente llevase a Juan II a desistir de buscar tierras a occidente.